# It Will Rain
It Will Rain är en låt av Bruno Mars från soundtracket till Breaking Dawn som släpptes den 27 september 2011. Låtens genre är soul, R&B och pop.